# Энфлинген
Энфлинге́н (фр. Henflingen) — упразднённая коммуна на северо-востоке Франции в регионе Эльзас — Шампань — Арденны — Лотарингия, департамент Верхний Рейн, округ Альткирш, кантон Альткирш. До марта 2015 года коммуна административно входила в состав упразднённого кантона Ирсенг (округ Альткирш). Упразднена и с 1 января 2016 года объединена с коммунами Гренсинген и Обердорф в новую коммуну Ильталь на основании Административного акта № 57 от 24 декабря 2015 года.
Площадь коммуны — 2,65 км², население — 186 человек (2006) с выраженной тенденцией к росту: 205 человек (2012), плотность населения — 77,4 чел/км².

## Население
Численность населения коммуны в 2011 году составляла 201 человек, а в 2012 году — 205 человек.
| 1962 | 1968 | 1975 | 1982 | 1990 | 1999 | 2005 | 2006 | 2010 | 2011 | 2012 |
| ---- | ---- | ---- | ---- | ---- | ---- | ---- | ---- | ---- | ---- | ---- |
| 126  | 116  | 121  | 130  | 135  | 173  | 186  | 186  | 198  | 201  | 205  |

Динамика населения:

## Экономика
В 2010 году из 135 человек трудоспособного возраста (от 15 до 64 лет) 101 были экономически активными, 34 — неактивными (показатель активности 74,8 %, в 1999 году — 69,0 %). Из 101 активных трудоспособных жителей работали 92 человека (52 мужчины и 40 женщин), 9 числились безработными (трое мужчин и 6 женщин). Среди 34 трудоспособных неактивных граждан 14 были учениками либо студентами, 10 — пенсионерами, а ещё 10 — были неактивны в силу других причин.
На протяжении 2011 года в коммуне числилось 74 облагаемых налогом домохозяйства, в которых проживало 197 человек. При этом медиана доходов составила 27605 евро на одного налогоплательщика.